# 赫鲁利人
赫鲁利人，一作赫卢利人，起源于斯堪的纳维亚的日耳曼民族，先后臣服于哥特人、匈人，公元5世纪曾于多瑙河中游地区建立政权，6世纪初被伦巴第人所灭，6世纪中叶在历史上消失。
赫鲁利人经常劫掠罗马帝国境内城镇，曾于267年占领拜占庭，洗劫希腊各城镇。然而不久在纳伊苏斯战役中被罗马帝国皇帝克劳狄二世击败，受到沉重打击。